# Kyle Catlett
Kyle Catlett é um ator-mirim norte-americano, natural de Nova Jérsei, conhecido por interpretar Joey Matthews em The Following, e como T. S. Spivet em The Young and Prodigious T.S. Spivet.

## Filmografia

### Filmes
| Ano  | Título                               | Papel         | Notas |
| ---- | ------------------------------------ | ------------- | ----- |
| 2013 | The Young and Prodigious T.S. Spivet | T.S. Spivet   |       |
| 2015 | Poltergeist                          | Griffin Bowen |       |
| 2018 | A Vigilante                          | Zach          |       |

### Televisão
| Ano  | Título        | Papel         | Notas                                 |
| ---- | ------------- | ------------- | ------------------------------------- |
| 2009 | Mercy         | Henry Morton  | Episódio: "The Last Thing I Said Was" |
| 2011 | Unforgettable | Max Seiferth  | Episódio: "Heroes"                    |
| 2013 | The Following | Joey Matthews | 15 episódios                          |